# Below the Root
Below the Root ist ein Computerspiel der US-amerikanischen Firma Windham Classics aus dem Jahr 1984. Es gehört zum Genre der Adventures und basiert auf dem Roman Below the Root aus der Fantasy-Jugendbuchreihe The Green-Sky Trilogy von Zilpha Keatley Snyder.

## Handlung
Die Handlung spielt in der Fantasy-Welt Greensky, in der Städte in den Kronen riesiger Mammutbäume existieren. Ziel des Spiels ist es, diese Welt vor bösen Mächten zu retten, die sie zerstören wollen. Der Spieler wählt dabei eine von fünf möglichen Spielfiguren aus. Das Spielziel wird ohne Gewaltanwendung erreicht; der Spieler muss stattdessen z. B. mehrere Rätsel lösen und auf friedliche Weise mit verschiedenen Nicht-Spieler-Charakteren interagieren.

## Spielprinzip
Das Adventure mit Rollenspiel-Elementen wird per Joystick gesteuert. Die Spielfigur bewegt sich auf verschiedene Fortbewegungsarten durch die Spielwelt (zum Beispiel durch Gehen, Laufen oder Hüpfen). Über ein Auswahlfenster können englische Worte und Sätze (Textbefehle) ausgewählt werden, um zum Beispiel Gegenstände zu nehmen oder zu untersuchen oder um mit NPCs zu kommunizieren. Durch Gedankenlesen erhält man Einblick in Psyche und Emotionen der Gesprächspartner.

## Entwicklungs- und Produktionsdetails
Das Adventure verfügt über zweidimensionale Grafiken, und Musik. Umgesetzt wurde es für den Commodore 64, DOS und Apple II. Die Entwicklung erfolgte auf Grundlage des ersten Bandes der Jugendbuchtrilogie The Green Sky der von Zilpha Keatley Snyder (Below the Root, Athenum 1975). Die Buchautorin wirkte bei der Entwicklung des Spiels mit. Die Packungsbeilage enthält eine Lagekarte der Spielwelt.

## Rezeption
Die deutsche Computerzeitschrift Happy Computer lobte Below the Root als „gelungene Mischung aus Joystick-, Geschicklichkeits- und Fantasy-Spiel“. Redakteur Manfred Kohlen hob die „Fantasy-Stimmung“ vermittelnde Grafik sowie die Gewaltfreiheit des Spiels hervor.
Ein amerikanischer Rezensent hob die Qualität der Farbgrafiken und die Verwendung von Auswahlfenstern statt der Texteingaben bei herkömmlichen Textadventures hervor. Insgesamt handele es sich um eine hervorragende Buchadaption ("a superb adaptation of Zilpha Keatley Snyder's Green Sky Trilogy").